# Уаско (река)
Уаско (исп. Río Huasco) — река на юге области Атакама в Чили. Длина реки — 198 км, площадь водосборного бассейна — 9857 км².
Берёт начало возле посёлка Альто-дель-Кармен при слиянии рек Трансито и Кармен. Далее река пересекает территорию Чили в направлении на северо-запад и впадает в Тихий океан возле города Уаско. На берегах реки расположены города и посёлки Вальенар, Уаско, Фрейрина.
В 14 км от города Вальенар вверх по течению реки расположена плотина и водохранилище Санта-Хуана.
Основные притоки — реки Трансито и Кармен.